# Air Efata
Air Efata, anteriormente conhecida como Efata Papua Airlines, era uma companhia aérea com sede em Jacarta, Indonésia.

## História
A Air Efata foi fundada em 2004. Seu primeiro voo começou no início de 2004 com um Boeing 727-200 de Jacarta para Jaiapura. A companhia aérea não conseguiu continuar suas operações depois que a aeronave retornou a Jacarta. Após dois anos de inatividade, a Air Efata recomeçou as operações em 9 de janeiro de 2006 com uma frota de MD-83s e MD-88s. Apenas sobrevivendo por pouco tempo, a empresa teve que suspender as operações novamente, e sua licença foi retirada. O CEO e proprietário da Air Efata então cometeu suicídio em janeiro de 2007.
Em fevereiro de 2007, o Ministério dos Transportes atrasou a revogação da licença de 11 companhias aéreas obsoletas, incluindo a Air Efata, para dar oportunidades de reestruturação às operadoras. Isto não teve qualquer resultado para a Air Efata.

## Frota

### Frota atual
A frota da Efata Papua Airlines consistia nas seguintes aeronaves (Agosto de 2006):
| Aeronaves               | Em Serviço | Ordens | Passageiros | Notas |
| ----------------------- | ---------- | ------ | ----------- | ----- |
| McDonnell Douglas MD-83 | 2          | –      | TBA         |       |
| McDonnell Douglas MD-88 | 1          | –      | TBA         |       |
| Total                   | 3          | 0      |             |       |

### Frota Histórica
A frota da Air Efata também consistiu nas seguintes aeronaves:
| Aeronaves      | Em Serviço | Ordens | Passageiros | Notas |
| -------------- | ---------- | ------ | ----------- | ----- |
| Boeing 727-200 | 1          | –      | TBA         |       |
| Total          | 1          | 0      |             |       |